# Circoncisione di Gesù (Tiziano)
La Circoncisione di Gesù è un dipinto a olio su tavola (36,7x79,36 cm) di Tiziano, databile al 1506-1507 circa e conservato nella Yale University Art Gallery di New Haven.

## Descrizione e stile
Nonostante il cattivo stato di conservazione dell'opera, l'attribuzione è stata riferita quasi concordemente a Tiziano, nella fase giovanile prima del 1511. Sebbene siano leggibili ancora influssi giorgioneschi, lo schema iconografico tradizionale appare già rinnovato, con un'originale impostazione in orizzontale in cui le figure principali si dispongono, tagliate all'altezza del bacino, attorno all'altare su cui avviene il rito ebraico della circoncisione. 
Fa da sfondo una finestra aperta su un cielo chiaro, messa in posizione asimmetrica per assecondare il gusto "moderno", più spigliato e informale, del primo XVI secolo.